# Lev
Lev [lèv] (znanstveno ime Panthera leo) je velika mačka, ki lahko zraste v dolžino do 2,5 m z repom do 1,1 m. Težek je lahko do 250 kg. Levi so druge največje mačke na svetu, od njih so večji le sibirski tigri. Zaradi goste samčeve grive se med vsemi mačkami samec in samica najbolj razlikujeta. Levi se družijo v družinah (krdelih), ki obvladujejo področje v razdalji do 30 km. Njegova domovina je bila, razen tropskih pragozdov, vsa Afrika, Mala Azija (Anatolija), Arabski polotok ter južna Azija vse do Gangesa. Nekdaj je živel tudi v jugovzhodni Evropi (Grčiji). Včasih je bilo opisanih enajst podvrst današnjih levov. Kasneje so ločili dve podvrsti, in sicer afriškega (Panthera leo leo) in azijskega leva (Panthera leo persica). Danes živi lev v naravnem okolju le še v prostranih afriških savanah in stepah južno od Sahare in na zelo majhnem teritoriju v Indiji. Okoli 500 azijskih levov živi večinoma v naravnem rezervatu Gir na polotoku Kathiawar v državi Gudžarat. V prejšnjem stoletju je ta podvrsta skoraj izumrla, danes pa njihova številčnost ponovno narašča (tudi ljubljanski živalski vrt ima zdaj par azijskih levov). Leva pogosto imenujemo kralj živali, predvsem zaradi njegove veličastne grive. Grivo imajo samo samci. 
Levi živijo na odprtem terenu in so (razen gepardov) edine mačke, ki živijo v skupini. Krdelo šteje okrog 12 članov. Večinoma so to levinje, ki so v sorodu in njihovi mladiči. Večinoma lovijo samice, ki pri pregonu plena medsebojno sodelujejo. Samčeva naloga je, da brani ozemlje svojega krdela pred drugimi levi. Njegovo gromko rjovenje je slišati do 8 kilometrov daleč.

## Razmnoževanje
Lev se razmnožuje spolno ter doseže spolno zrelost pri okoli dveh letih. Brejost traja okoli 110 dni, parjenje pa poteka skozi vse leto. Samica skoti 2 do 5 mladičev.

## Prehranjevanje
Lev je mesojedec ter se hrani z gnuji, zebrami, antilopami, žirafami ter z različnimi glodavci. Lahko poje 30 kg mesa v enem obroku.